# حول عبادة الشخصية وعواقبها

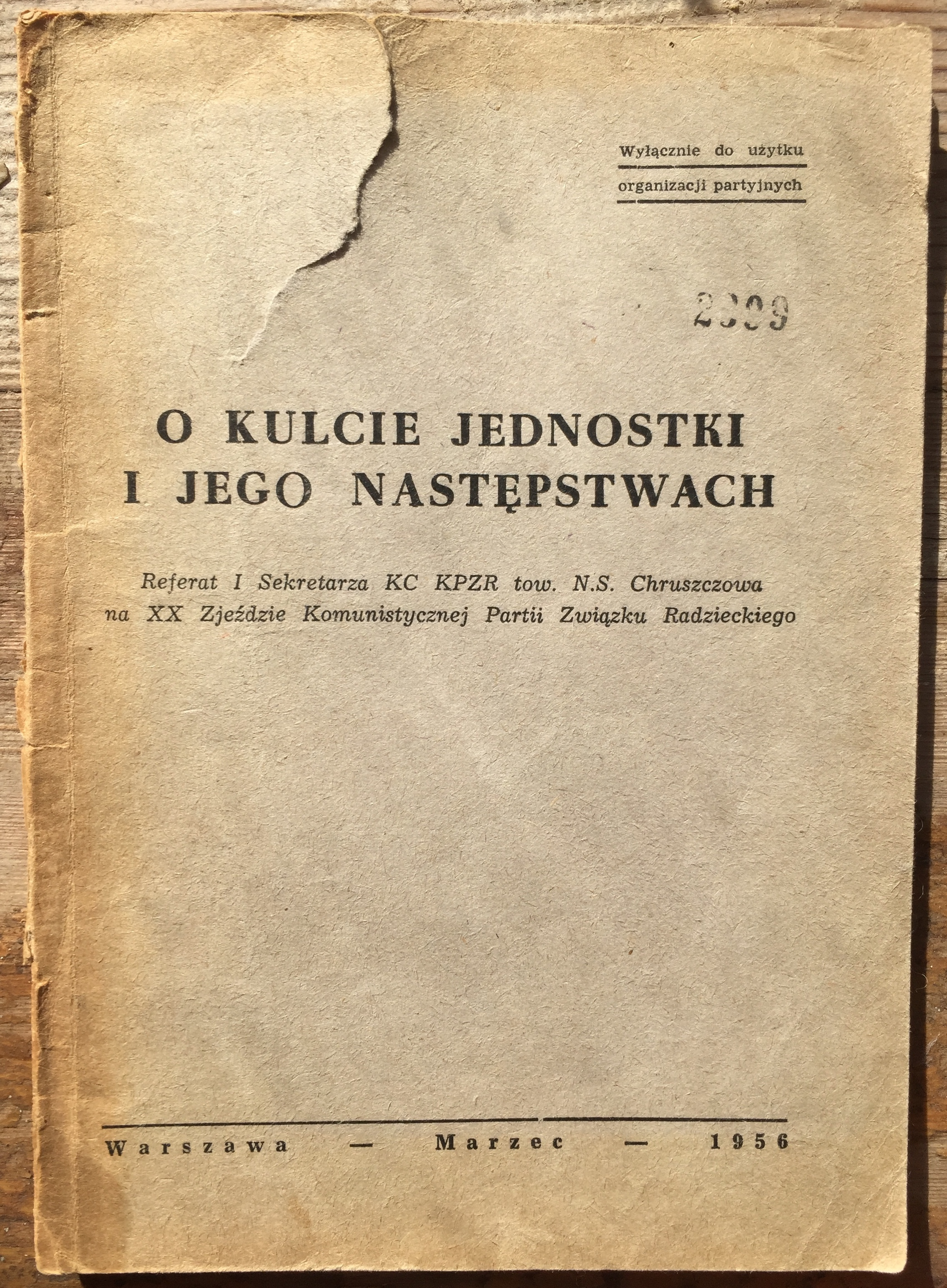
O kulcie jednostki i jego następstwach (حول عبادة الشخصية وعواقبها)، الطبعة البولندية، مارس 1956، للاستخدام الحزبي الداخلي في PUWP\

حول عبادة الفرد وعواقبها (الروسية: «О культе личности и его последствиях»، رومنة: “O kul'te lichnosti i yego posledstviyakh”) هو تقرير ألقاه زعيم الاتحاد السوفيتي نيكيتا خروتشوف، الأمين العام للحزب الشيوعي للاتحاد السوفيتي، أمام المؤتمر العشرين للحزب الشيوعي للاتحاد السوفيتي في 25 فبراير 1956. ومع أن الخطاب يُعرف شعبياً باسم الخطاب السري (الروسية: секретный доклад Хрущёва، رومنة: sekretnïy doklad Khrushcheva)، فإن "السري" يعد تسمية خاطئة إلى حد ما، إذ تمّت قراءة نسخ من الخطاب في آلاف الاجتماعات التابعة للحزب الشيوعي والكومسومول في مختلف أنحاء الاتحاد السوفيتي. وقد انتقد خروتشوف بشدة حكم الأمين العام ورئيس وزراء الاتحاد السوفيتي الراحل جوزيف ستالين (توفي في مارس 1953)، لا سيما فيما يتعلق بـعمليات التطهير التي بلغت ذروتها خلال السنوات الأخيرة من ثلاثينيات القرن العشرين. واتهم خروتشوف ستالين بتشجيع القيادة وعبادة شخصيته رغم ادعائه دعم مبادئ الشيوعية.
لقد أحدث الخطاب صدمة كبيرة في ذلك الوقت. ووفقًا للتقارير، فإن بعض المستمعين أصيبوا بأزمات قلبية، وأقدم آخرون على الانتحار نتيجة الصدمة من انتقادات خروتشوف وإداناته لحكومة ستالين وللرمز الذي طالما اعتُبر قدوة.[إخفاق التحقق] وقد كان الارتباك واضحًا بين العديد من المواطنين السوفييت، الذين نشأوا على المديح المفرط والتقديس الدائم لـ"عبقرية" ستالين، لا سيما في جورجيا، مسقط رأس ستالين، حيث اندلعت مظاهرات وأعمال شغب استمرت لعدة أيام وانتهت بقمع الجيش السوفيتي في 9 مارس 1956. وقد حصلت وكالة الاستخبارات الإسرائيلية الموساد على نسخة من الخطاب عن طريق الصحفي البولندي-اليهودي فيكتور غراييفسكي، وسرّبته إلى الغرب، مما أدى إلى زعزعة المشهد الشيوعي المنظم في الدول الغربية؛[بحاجة لمصدر] إذ خسر الحزب الشيوعي في الولايات المتحدة الأمريكية وحده أكثر من 30,000 عضو قالب:Why? في غضون أسابيع قليلة من نشر الخطاب.
ساعد الخطاب في إطلاق فترة الانفتاح المعروفة بـالذوبان الخروتشوفي في الكتلة السوفيتية، وأدى إلى بداية إزالة الستالينية. وقد اعتُبر الخطاب أحد الأسباب الرئيسية لـالانقسام الصيني السوفيتي بين عامي 1961 و1989، حيث أدان الصين (بقيادة الرئيس ماو تسي تونغ) وألبانيا (بقيادة الأمين الأول أنور خوجة) خروتشوف باعتباره  مراجِعًا. وفي المقابل، شكّلا معًا الحركة المعادية للمراجعة (الماركسية-اللينينية), منتقدين القيادة السوفيتية بعد ستالين لابتعادها المزعوم عن نهج لينين وستالين. وفي كوريا الشمالية، حاولت فصائل من حزب العمال الكوري إزاحة الزعيم كيم إيل سونغ في أغسطس 1956، منتقدة إياه لعدم "تصحيح" أساليب قيادته، ولتطويره عبادة شخصية، ولتشويه "مبدأ القيادة الجماعية اللينينية"، وارتكاب "تشوهات في الشرعية الاشتراكية"، أي استخدام الاعتقال التعسفي والإعدام، مستندين بذلك إلى انتقادات خروتشوف الستالينية لتبرير موقفهم.

## تحضير
يستند تقرير خروتشوف إلى مواد أعدتها "لجنة بوسبيلوف"، التي شكلتها هيئة رئاسة اللجنة المركزية للحزب الشيوعي السوفييتي في 31 ديسمبر 1955 "لدراسة مسألة كيف أصبح القمع الجماعي ممكنًا ضد أغلبية التركيبة الكاملة للأعضاء والمرشحين". اللجنة المركزية للحزب الشيوعي البلشفي لعموم الاتحاد السوفيتي، المنتخب من قبل الحزب في المؤتمر السابع عشر للحزب." ضمت اللجنة بوسبيلوف وكوماروف وأريستوف وشفيرنيك. شارك في العمل موظفو KGB ومكتب المدعي العام لاتحاد الجمهوريات الاشتراكية السوفيتية (على وجه الخصوص ، رئيس KGB ايفان الكسندروفيتش سيرووف_)
تم تقديم استنتاجات اللجنة في 9 فبراير 1956 في اجتماع لهيئة رئاسة اللجنة المركزية . احتوت الوثيقة المتعددة الصفحات فقط على معلومات حول القمع ضد الحزب والقيادة السوفيتية، ولم تتطرق إلى الجماعية و" إزالة الكولاكيات "، وهي مشكلة أسرى الحرب السوفييت الذين تعرضوا للقمع بعد عودتهم من الأسر الألماني. ومع ذلك، فقد رسم التقرير بوضوح صورة للقمع الجماعي. عناوين بعض أقسام التقرير تتحدث عن نفسها: "أوامر NKVD لاتحاد الجمهوريات الاشتراكية السوفياتية بشأن القمع الجماعي" ، "الإنشاء المصطنع للمنظمات والكتل وأنواع مختلفة من المراكز المناهضة للسوفييت" ، "بشأن الانتهاكات الجسيمة للقانون في "عملية التحقيق"، "بشأن "المؤامرات" في هيئات NKVD" "، "انتهاكات سيادة القانون من قبل مكتب المدعي العام في الإشراف على التحقيق في NKVD"، "التعسف القضائي للكلية العسكرية للمحكمة العليا للجمهورية" اتحاد الجمهوريات الاشتراكية السوفياتية "،" بشأن النظر في القضايا خارج نطاق القضاء ".
ويترتب على استنتاجات اللجنة أنه في 1937-1938 تم قمع أكثر من 1.5 مليون شخص، منهم 680 ألفًا تم إطلاق النار عليهم. من بين 139 عضوًا ومرشحًا لعضوية اللجنة المركزية للحزب الشيوعي ، تم إطلاق النار على 89 منهم. من بين 1966 مندوبا إلى المؤتمر السابع عشر، تم قمع 1108 شخصا، منهم 848 قتلوا بالرصاص. تم اختيار المؤتمر السابع عشر للحزب الشيوعي لعموم الاتحاد (البلاشفة) ، الذي انعقد في موسكو في الفترة من 26 يناير إلى 10 فبراير 1934، كنقطة انطلاق، حيث اعتبر "مؤتمر الفائزين" الذي أكد انتصار الاشتراكية في الاتحاد السوفياتي.
حددت الوثيقة بوضوح مسؤولية ستالين الشخصية عن استخدام التعذيب أثناء الاستجواب والقتل خارج نطاق القضاء والإعدام. وفقًا لأعضاء اللجنة، تم فتح "فرصة ارتكاب انتهاكات جسيمة للشرعية الاشتراكية" بموجب قرار اللجنة التنفيذية المركزية لاتحاد الجمهوريات الاشتراكية السوفياتية الصادر في 1 ديسمبر 1934، والذي تم اعتماده بانتهاكات إجرائية في الساعات الأولى بعد مقتل سرجي كيروف. ووقعه A. S. Enukidze . تكثفت القمع الجماهيري بشكل حاد منذ نهاية عام 1936 بعد برقية من ستالين وزدانوف، تحدثت عن الحاجة إلى تعيين يزوف في منصب مفوض الشعب للشؤون الداخلية، لأن ياجودا "أثبت أنه ليس على مستوى المهمة المتمثلة في فضح التروتسكي". - كتلة زينوفييف . لقد تأخرت OGPU 4 سنوات في هذا الشأن.
أثار تقرير اللجنة نقاشًا ساخنًا في هيئة رئاسة اللجنة المركزية . ومع ذلك، في 13 فبراير، أي قبل يوم واحد من بدء المؤتمر العشرين، قررت هيئة رئاسة اللجنة المركزية أن تقدم إلى الجلسة المكتملة اقتراحًا "بتقديم تقرير حول عبادة الشخصية والموافقة عليه في جلسة مغلقة للمؤتمر". ونيكيتا خروتشوف كمتحدث.

## خطاب في المؤتمر
كان نوع من التحضير لانتقاد ستالين هو الخطاب الذي ألقاه في مؤتمر أ. ميكويان ، الذي انتقد بشدة دورة ستالين القصيرة في تاريخ الحزب الشيوعي لعموم الاتحاد (البلاشفة) ، وقام بتقييم الأدبيات المتعلقة بتاريخ ثورة أكتوبر بشكل سلبي. والحرب الأهلية والدولة السوفيتية. صحيح أن ستالين نفسه لم يذكر في هذا الخطاب.
قدم نيكيتا خروشوف تقريرا مغلقا عن آخر يوم عمل، 25 فبراير ، في اجتماع صباحي مغلق. ما كان غير عادي هو الوقت المختار للعقد - بعد الجلسة المكتملة للجنة المركزية لانتخاب الهيئات القيادية للحزب، والتي عادة ما تكون منتديات حزبية مغلقة، والطبيعة المغلقة للاجتماع - دون حضور ممثلي الشيوعيين الأجانب. الأحزاب المدعوة إلى المؤتمر، وترتيب السلوك - ترأس الاجتماع هيئة رئاسة اللجنة المركزية للحزب الشيوعي، ولم يتم انتخابه من قبل هيئة رئاسة العمال للمندوبين.

## توزيع نص التقرير
تم الحفاظ على سرية الخطاب، ولكن تم توزيع مقتطفات فردية في جميع أنحاء العالم، وذهبت نسخ من الخطابات إلى قيادة الأحزاب الشيوعية في الدول الاشتراكية (معظمها في شكل مختصر). في 5 يونيو 1956، ظهر التقرير لأول مرة مطبوعًا في الولايات المتحدة (في نفس الوقت في نيويورك تايمز  وواشنطن بوست  ) ثم تم نشره في ميونيخ باللغة الروسية.
بعد المؤتمر، تم توزيع التقرير بالكامل على خلايا الحزب في جميع أنحاء البلاد، وفي عدد من الشركات، شارك أيضًا أشخاص غير حزبيين في مناقشته؛ كان هناك أيضًا نقاش متكرر حول تقرير خروتشوف في زنزانات كومسومول . نُشرت نسخة "مخففة" من التقرير كقرار من هيئة رئاسة اللجنة المركزية للحزب الشيوعي السوفييتي في 30 يونيو 1956 ، بعنوان "حول التغلب على عبادة الشخصية وعواقبها"، والذي وضع إطارًا للنقد المقبول للستالينية. نص هذا القرار على أنه على الرغم من عيوبه، كان ستالين مؤيدًا مخلصًا للينين وماركسيًا لينينيًا بارزًا. وقيل أيضًا أن عبادة الشخصية لم تدفع المجتمع السوفييتي بعيدًا عن بناء الشيوعية. وقد اجتذب التقرير اهتماما هائلا في جميع أنحاء العالم؛ وظهرت ترجماته إلى لغات مختلفة، بما في ذلك تلك التي تم توزيعها في الأوساط غير الشيوعية. نُشر التقرير بالكامل لأول مرة رسميًا في اتحاد الجمهوريات الاشتراكية السوفياتية عام 1989 في مجلة " إزفستيا" التابعة للجنة المركزية للحزب الشيوعي السوفييتي ، وتم توزيعه على نطاق واسع في ملحق " الأسبوع " لصحيفة " إزفستيا " (1989، العدد 16). .

## العواقب السياسية
- عشية ذكرى وفاة ستالين ، نظمت مسيرات في تبليسي ( جورجيا ) ضد قرارات المؤتمر العشرين بإدانة عبادة شخصية ستالين، وفي 9 مارس 1956 ، فرقتها قوات الجيش السوفييتي ووقعت خسائر في صفوف المدنيين. المتظاهرين. (انظر أحداث تبليسي (1956) ).
- ولم يتم تقديم تقييمات سياسية حقيقية لأنشطة الأشخاص الذين قتلوا أثناء القمع.
- تمت دراسة تاريخ ثورة أكتوبر وأسباب وطبيعة الحرب الأهلية ومجاعة الثلاثينيات بشكل سطحي أو تم التكتم عليها تمامًا.
- أصبحت الطبيعة الفاترة للإجراءات التي اتخذتها حكومة ما بعد ستالين واضحة للعيان من خلال الحظر المفروض على عودة الشيشان والإنغوش والكالميكس والبلقار وغيرهم من الشعوب المرحلة إلى وطنهم التاريخي.